# Senna davidsonii
Senna davidsonii är en ärtväxtart som först beskrevs av Vijendra Singh, och fick sitt nu gällande namn av Vijendra Singh. Senna davidsonii ingår i släktet sennor, och familjen ärtväxter. Inga underarter finns listade i Catalogue of Life.